# Hemilophus leucogramma
Hemilophus leucogramma är en skalbaggsart som beskrevs av Bates 1881. Hemilophus leucogramma ingår i släktet Hemilophus och familjen långhorningar. Inga underarter finns listade i Catalogue of Life.